# Vol Japan Airlines 351
Le Vol Japan Airlines 351 est un vol régulier passagers reliant l'aéroport de Tokyo Haneda à Fukuoka qui a été détourné par des membres de la Fraction Armée rouge de la Ligue communiste japonaise le 31 mars 1970, dans un incident généralement appelé en japonais l'incident du détournement de Yodogo.

## Détournement
Environ 20 minutes après le décollage, un jeune homme nommé Takamaro Tamiya se lève, sort un katana et crie : « Nous sommes Ashita no Joe ! ». Il déclare son intention de détourner l'avion et ordonne aux autres pirates de l'air de dégainer leurs armes. Les pirates prennent alors en otage 129 personnes (122 passagers et sept membres d'équipage) et ordonnent aux pilotes de faire voler l'avion jusqu'à La Havane, à Cuba, où ils avaient l'intention de recevoir une formation auprès de groupes militaires communistes. Les pirates de l'air furent alors informés que l'avion, un Boeing 727, n'est pas capable d'effectuer un tel voyage, en raison de l'incapacité de l'avion à contenir la quantité nécessaire de carburant. En apprenant cela, les pirates de l'air insistent pour que l'avion soit détourné vers Pyongyang en Corée du Nord, après une escale pour faire le plein à Fukuoka. À leur arrivée à Fukuoka, la police a convaincu les pirates de libérer 23 de leurs otages et les pilotes ont reçu une carte de la péninsule coréenne. La carte est inutilisable, copie d'un livre d'écolier, mais une note y est, leur demandant de régler leur radio sur une fréquence spécifique. Les contrôleurs aériens, mis au courant de la situation, ont intentionnellement donné aux pilotes des indications tronquées pour les faire atterrir à l'aéroport de Gimpo à Séoul, en Corée du Sud. Là tout est fait pour faire croire que l'aéroport est nord-coréen, il est rapidement maquillé; mais les pirates de l'air réalisent rapidement qu'ils ont été trompés. Le vice-ministre japonais des Transports, Shinjiro Yamamura, se porte volontaire pour prendre la place des otages restants, les pirates de l'air acceptent l'offre. Ils se rendent ensuite à l'aéroport Mirim de Pyongyang, avec Yamamura comme otage, ils se rendent aux autorités nord-coréennes, qui offrent l'asile à tout le groupe,.
En utilisant la Corée du Nord comme base, les pirates ont cherché à inciter à la rébellion en Corée du Sud et ailleurs en Asie de l'Est. L'avion transportant le vice-ministre Yamamura et le reste de l'équipage a été libéré deux jours plus tard et est retourné à sa porte d'embarquement à l'aéroport de Haneda à 9h39 le 5 avril.